# Synechocystis
Synechocystis es un género de cianobacterias de agua dulce, representado principalmente por la cepa Synechocystis sp. PCC6803. Synechocystis sp. PCC6803 es capaz de crecer tanto en condiciones de luminosidad, realizando la fotosíntesis oxigénica (fototrofia), como en oscuridad, mediante glucólisis y fosforilación oxidativa (heterotrofia). La expresión genética está regulada por un reloj circadiano, por lo que el organismo puede anticipar eficazmente las transiciones entre las fases de luz y oscuridad.

## Historia evolutiva
Las cianobacterias son unos procariontes fotosintéticos que han existido en la tierra desde hace 2700 millones de años aproximadamente. La capacidad de las cianobacterias para producir oxígeno fue la causa de la Gran Oxidación. Las cianobacterias han colonizado una amplia diversidad de hábitats, incluyendo ecosistemas de agua dulce y salada, y la mayoría de los ambientes terrestres. Filogenéticamente, Synechocystis se ramifica del árbol evolutivo de las cianobacterias a partir de la raíz ancestral (Gloeobacter violaceus). Synechocystis, que no es diazótrofo, está íntimamente relacionado con otro organismo modelo, Cyanothece ATCC 51442, que sí lo es. Por tanto, se ha propuesto que originalmente Synechocystis poseía la habilidad de fijar nitrógeno atmosférico, pero perdió los genes requeridos para el proceso.

## Crecimiento y uso como organismo modelo
Las cianobacterias son organismos modelo utilizados en el estudio de la fotosíntesis, de la asimilación de carbono y nitrógeno, de la evolución de los plastos vegetales y de la adaptabilidad al estrés del entorno.
Synechocystis sp. PCC6803 es uno de los tipos de cianobacterias más estudiados pues puede crecer tanto autotrófica como heterotróficamente, si no se dan condiciones de luminosidad. Fue aislada del agua dulce de un lago en 1968 y su temperatura óptima de crecimiento se sitúa entre los 32 y los 38 °C.
Synechocystis sp. PCC6803 puede tomar fácilmente ADN exógeno, via electroporación, transformación ultrasónica y conjugación. El sistema fotosintético es muy similar al encontrado en las plantas terrestres. Los organismos de este género, además, exhiben movimiento fototáctico.
Synechocystis sp. PCC6803 puede crecer tanto en placas de agar como en cultivo líquido. El medio de cultivo más ampliamente utilizado es una solución salina BG-11. ElpH ideal se sitúa entre 7 y 8.5. Una intensidad luminosa de 50 μmol photons m−2 s−1 resulta en un mejor crecimiento. El burbujeo del medio con aire enriquecido con dióxido de carbono (1–2% CO2) puede aumentar la tasa de crecimiento, pero requiere tamponamiento adicional a fin de mantener el pH.
Normalmente la selección de las especies de Synechocystis se efectúa empleando la resistencia a antibióticos como factor diferencial. Heidorn et al. determinaron experimentalmente en 2011 las concentraciones ideales de kanamicina, espectinomicina, estreptomicina, cloranfenicol, eritromicina, y gentamicina para la cepaSynechocystis sp. PCC6803. Los cultivos pueden ser mantenidos en placas de agar durante dos semanas aproximadamente, y siendo resembrados, ser mantenidos indefinidamente. Para el almacenaje a largo plazo, el cultivo líquido de células debe mantenerse en una solución de glicerol al 15% a -80 °C.

## Genoma
El genoma de Synechocystis sp. PCC6803 está contenido en 12 copias de un solo cromosoma (3.57 megabases); tres plásmidos pequeños: pCC5.2 (5.2 kb) pCA2.4 (2.4 kb), y pCB2.4 (2.4 kb); y cuatro plásmidos grandes: pSYSM (120 kb), pSYSX (106 kb), pSYSA (103kb), y pSYSG (44 kb).

## Cepas adicionales
La cepa principal de Synechocystis sp. es PCC6803. Se han creado modificaciones de la cepa PCC6803 original, como una subcepa carente del fotosistema 1 (PSI). Otra sub-cepa ampliamente utilizada de Synechocystis sp. es ATCC 27184, tolerante a la glucosa, puesto que PCC6803 no puede utilizar la glucosa del medio.

## Heterotrofía dependiente de luz
La subcepa ATCC 27184 de Synechocystis sp. PCC6803, puede vivir heterotróficamente en condiciones de oscuridad utilizando la glucosa como fuente de carbono, pero por razones aún desconocidas requiere un mínimo de 5-15 minutos de luz azul al día. Este mecanismo regulador de la luz se mantiene inalterado en los mutantes sin PSI y PSII.
Algunos genes glucolíticos están regulados por el gen sll1330 en medios luminosos y con glucosa. Uno de los genes más importantes de la glucólisis es el de la fructosa-1,6-bifosfato aldolasa (fbaA). Los niveles de ARNm de fbaA se incrementan en condiciones de luminosidad y suplementación de glucosa.

## Sistema CRISPR-Cas nativo
El sistema CRISPR-Cas provee de inmunidad adaptativa a bacterias y arqueas. Synechocystis sp. PCC6803 contiene tres sistemas CRISPR-Cas diferentes: el tipo I-D, y dos versiones del tipo III. Todos estos sistemas se encuentran en el plásmido pSYSA. Las cianobacterias en su totalidad, carecen del sistema de tipo II (el cual ha sido recientemente adaptado como herramienta de ingeniería genética.